# Komjanc
Komjanc je slovenski priimek.

## Znani nosilci priimka
- Danila Komjanc (*1963), ilustratorka in slikarka
- Ivo Komjanc (1924—1991), zdravnik ortoped in kirurg
- Lojze Komjanc (1899—1972), gospodarstvenik in politik
- Marjan Komjanc (1917—?), rimskokatoliški duhovnik